# Stephanie Wilson
Stephanie Diana Wilson (Boston, 27 september 1966) is een Amerikaans ruimtevaarder. Wilson haar eerste ruimtevlucht was STS-121 met de spaceshuttle Discovery en vond plaats op 4 juli 2006. Tijdens de missie werd getest met nieuwe veiligheids- en reparatietechnieken, die werden geïntroduceerd in navolging van de ramp met het ruimteveer Columbia in februari 2003, en werd voorraad gebracht naar het Internationaal ruimtestation ISS.
Wilson maakte deel uit van NASA Astronaut Group 16. Deze groep van 44 ruimtevaarders begon hun training in 1996 en had als bijnaam The Sardines.
In totaal heeft Wilson drie ruimtevluchten op haar naam staan. Allemaal naar het Internationaal ruimtestation ISS. De meest recente missie was STS-131 in 2010.
Op 9 december 2020 werd Wilson samen met zeventien anderen opgenomen in de eerste groep astronauten voor het Artemisprogramma.
In februari 2024 werd Wilson geselecteerd als missiespecialist aan boord van SpaceX Crew-9. Op 24 augustus 2024 werd bekend dat zij en collega Nick Hague van de vlucht waren gehaald zodat de in het ISS gestrande bemanning van Boe-CFT met Crew 9 kunnen terugkeren. In eerste instantie ging men ervan uit dat aanvankelijk ingeplande gezagvoerder Zena Cardman op de vlucht zou blijven en Nick Hague en Stephanie Wilson van de vlucht zouden worden gehaald. Op 30 augustus werd duidelijk dat Hague toch aan boord zou zijn en Cardman niet.